# عمار کوفی
عمار کوفی (کردی: عەمار کۆفی) او خواننده کرد اهل جنوب کردستان است که در فصل سوم عرب آیدل شرکت کرده و پیش از این در یکی از برنامه های محلی کردستان شرکت کرده است.  او پس از شرکت در برنامه Arab Idol شبکه MBC1 به شهرت رسید.